# پیم لیختارت
پیم لیختارت (هلندی: Pim Ligthart؛ زادهٔ ۱۶ ژوئن ۱۹۸۸) دوچرخه‌سوار اهل هلند است.
از باشگاه‌هایی که در آن رکاب زده‌است می‌توان به تیم لوتو–سودال، تیم دوچرخه‌سواری وکانسولیل–دی‌سی‌ام، و تیم دوچرخه‌سواری وکانسولیل–دی‌سی‌ام، و تیم دوچرخه‌سواری رومپوت–ندرلانسه لوتری اشاره کرد.